# Fondali di Isola delle Femmine - Capo Gallo
Fondali di Isola delle Femmine - Capo Gallo este o arie protejată (arie specială de conservare — SAC, sit de importanță comunitară — SCI) din Italia întinsă pe o suprafață de 2.155 ha, integral marine.

## Localizare
Centrul sitului Fondali di Isola delle Femmine - Capo Gallo este situat la coordonatele 38°12′44″N 13°16′40″E / 38.212222°N 13.277778°E.

## Înființare
Situl Fondali di Isola delle Femmine - Capo Gallo a fost declarat sit de importanță comunitară în septembrie 1995 pentru a proteja 2 specii de animale. Situl a fost protejat și ca arie specială de conservare în iunie 2022.

## Biodiversitate
Situată în ecoregiunea mediteraneană, aria protejată conține 4 habitate naturale: Peșteri marine scufundate complet sau parțial, Bancuri de nisip acoperite în permanență slab de apă marină, Recifuri, Straturi cu Posidonia (Posidonion oceanicae).
La baza desemnării sitului se află mai multe specii protejate:
- mamifere (1): delfin mare (Tursiops truncatus)
- reptile (1): Caretta caretta

Pe lângă speciile protejate, pe teritoriul sitului au mai fost identificate 6 specii de plante, 1 specie de mamifere, 19 specii de nevertebrate, 6 specii de pești.